# Reclassification des navires de l'United States Navy en 1975

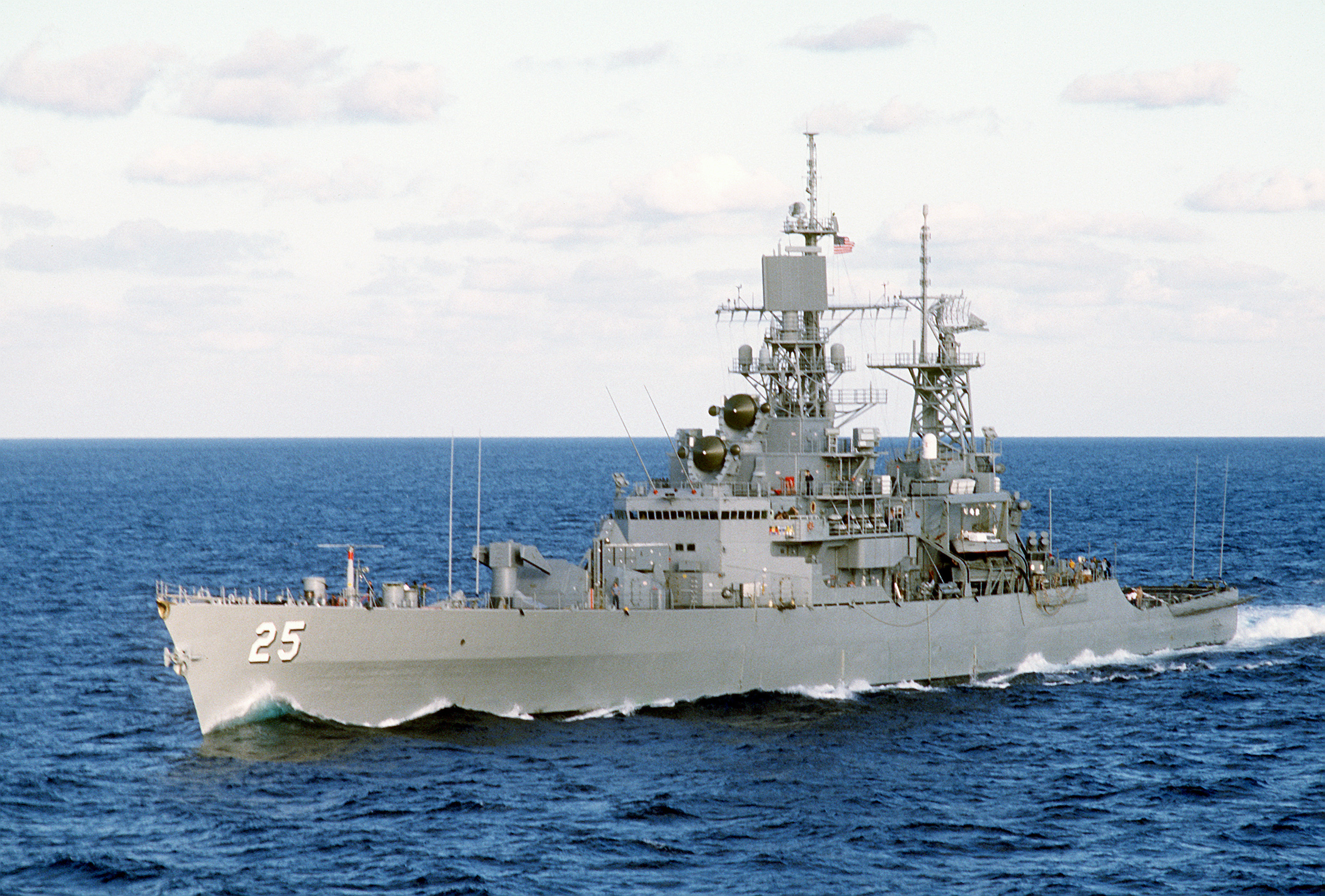
Croiseur lance-missile USS Bainbridge (CGN-25) – précédemment frégate (DLGN-25)

L'United States Navy a procédé à une reclassification d'un grand nombre de ses bâtiments de surface en 1975, en changeant la terminologie et les codes d'immatriculation pour ses croiseurs, frégates et escorteurs océaniques (en).

## Classification avant 1975
Entre les années 1950 et 1975, l'US Navy disposait de trois types de task force escorts rapides et d'un type de convoy escort. Les task force escorts étaient des croiseurs (CAG/CLG/CG), frégates ou destroyer leaders (DL/DLG) et destroyers (DD/DDG) ; les convoy escorts étaient des escorteurs océaniques (DE/DEG), souvent connus sous le nom de destroyer escort. Au début des années 1970, un nouveau type d'escorteurs océaniques apparaît, les patrol frigate (PF - frégates de patrouille). En 1975, ces classifications sont simplifiées et ces différents bâtiments deviennent des croiseurs (CG), destroyers (DD/DDG) et frégates (FF/FFG).
Avant la reclassification de 1975, les croiseurs était de grands bâtiments, de la taille des croiseurs de la Seconde Guerre mondiale, conçus avant tout comme des navires de combat de surface. Tous, à l’exception de l’USS Long Beach, étaient des croiseurs (gun cruiser) de la Seconde Guerre mondiale reconvertis (CL/CLG ou CA/CAG), armés de missiles Talos ou Terrier et dans certains cas de missiles Tartar. Un croiseur devait être assigné à chaque groupe aéronaval. Il existait relativement peu de bâtiments de ce type, en raison de leur coût et du fait qu'une frégate pouvait emmener pratiquement le même armement qu'un croiseur.

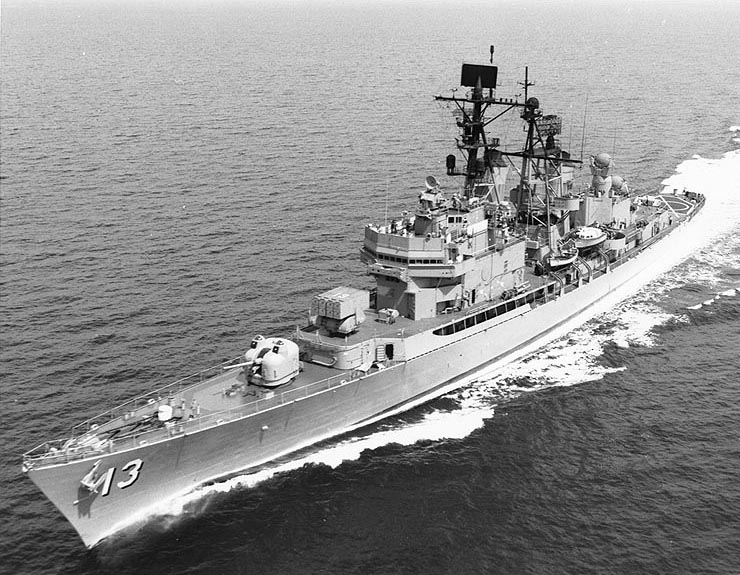
Le destroyer lance-missiles USS William V. Pratt (DDG-44) de la classe Farragut – précédemment frégate (DLG-13)

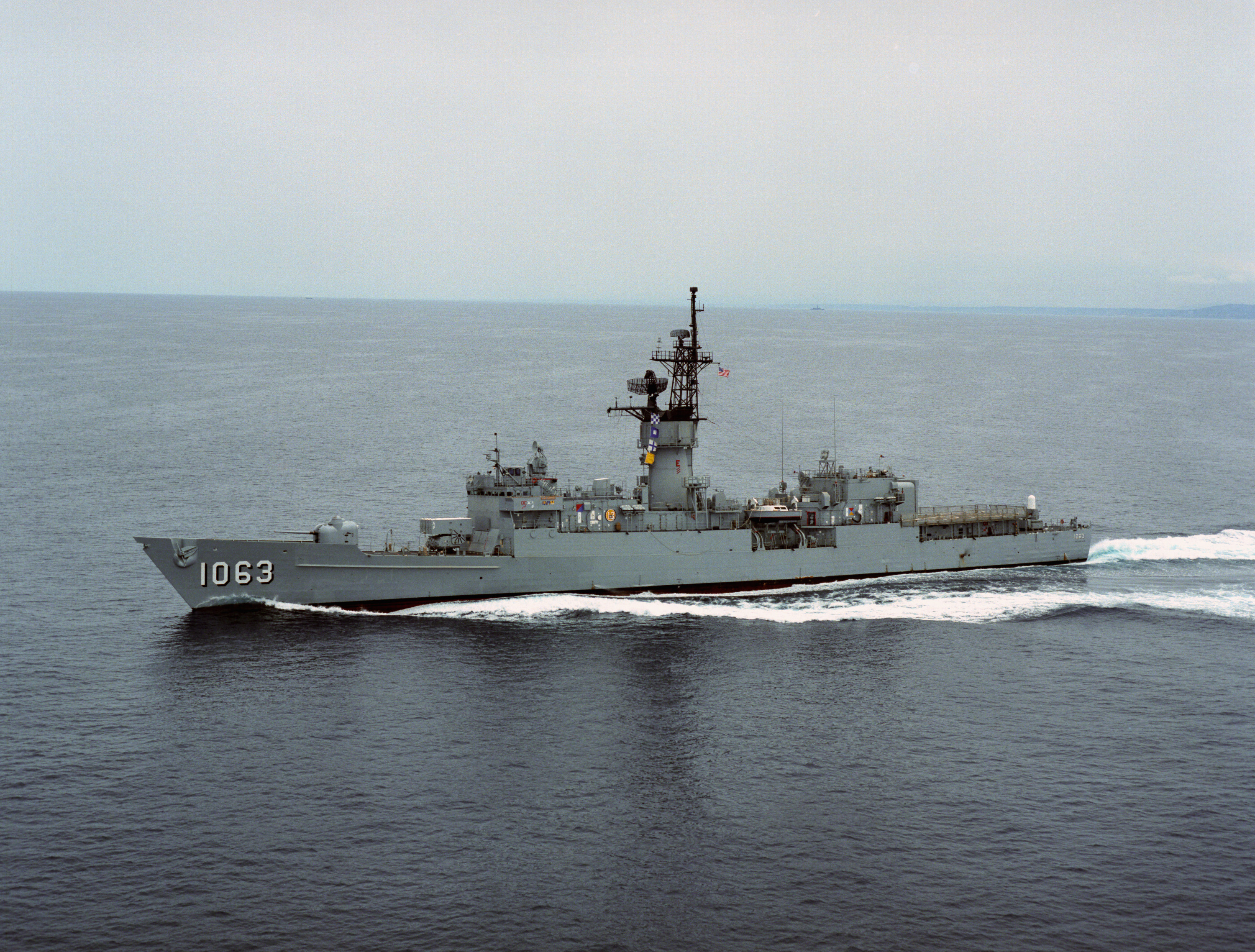
La frégate USS Reasoner (FF-1063) - précédemment escorteur océanique (DE-1063)

Entre 1950 et 1975, les frégates évoluent, leur taille se fixe à mi-chemin entre celle des croiseurs et des destroyers, elles sont considérées comme navire d'escorte des détachements navals. Le premier bâtiment de ce type est réaffecté comme croiseur anti sous-marins ; les quatre suivants sont d'importants destroyers anti-aériens et le reste sont des destroyers lance-missiles surdimensionnés. Ces derniers emportent des missiles Terrier de moyenne portée, mais pas d'armes (stratégiques) offensives.
Les destroyers sont développés à partir de conceptions datant de la Seconde Guerre mondiale comme de petits escorteurs d'escadre. Les navires classifiés DD sont des destroyers de lutte anti-sous-marine rapides, les DDG sont des destroyers anti-aériens armés de missiles Tartar de moyenne portée.
Les escorteurs océaniques sont une évolution des escorteurs destroyers de la Seconde Guerre mondiale. Ils étaient pensés comme des escorteurs de convoi et ont été conçus pour la production de mobilisation en temps de guerre ou pour la production de masse à faible coût en temps de paix. Les bâtiments classifiés DE sont des escorteurs océaniques de lutte anti sous-marine, les DEG sont des escorteurs océaniques de lutte anti-aérienne armés de missiles Tartar de moyenne portée.
La classification américaines des frégates n'avait été reprise par aucune autre marine de guerre ; des bâtiments similaires étaient soit des croiseurs soit des destroyers dans d'autres marines. Les escorteur océaniques correspondaient dans les autres marines aux frégates (convoy escorts).

## Le «cruiser gap»
La Marine soviétique définissait les bâtiments appartenant à la catégorie des « croiseurs » différemment, considérant les bâtiments équivalents aux frégates américaines comme des « croiseurs ». En 1974, seuls six bâtiments de l'US Navy en service étaient classifiés en tant que croiseurs alors que les Soviétiques avaient 19 croiseurs en service et sept supplémentaires en cours de construction. Les croiseurs soviétiques, à l'exception de deux d'entre eux, étaient des bâtiments de taille relativement réduite, plus proche des frégates que des croiseurs américains (qui étaient bien plus grands).
La différence d'acception entre les définitions américaines et soviétiques du terme « croiseur » rendait difficile la comparaison entre les forces navales américaines et soviétiques. Une table comparant le nombre de croiseurs de part et d'autre montrait d'un côté six bâtiments américaines et 19 bâtiments soviétiques de l'autre, malgré l'existence de 21 frégates américaines égales ou supérieurs aux « croiseurs » soviétiques. Ce décalage conduisait à la perception d'un « anglais : cruiser gap » (que l'on pourrait traduire par « déficit de croiseurs ») pourtant inexistant.

## La reclassification
Pour mettre un terme à ce « déficit » perçu, la classification (DL/DLG) des frégates américaines est supprimée le 30 juin 1975. Toutes les gun frigates (DL) avait déjà été coulées comme cibles. La plupart des DLG deviennent des croiseurs (CG), mais les destroyers plus petits de la classe Farragut deviennent des destroyers (DDG). Tous les DLGN à propulsion nucléaire, existant ou en construction, sont reclassifiés en tant que CGN. Le changement de DLG à CG redéfinit les « croiseurs » comme des bâtiments moins grands, plus proches des grands destroyers. La classification des croiseurs est également simplifiée, les croiseurs légers lance-missiles (CLG) deviennent des CG. Les gun cruisers reçoivent la désignation CA à ce moment-là, mais le dernier bâtiment de ce type en service, l'USS Newport News, est retiré du service en 1975, laissant cette désignation inutilisée depuis.
Les escorteurs océaniques (DE/DEG) et les frégates de patrouille (PF) deviennent des frégates (FF/FFG).
Ces changements permettent d'aligner la classification de l'US Navy avec celles des marines étrangères et éliminent le « déficit de croiseurs » perçu.
| Avant le 30 juin 1975        | Après le 30 juin 1975                |
| ---------------------------- | ------------------------------------ |
| Porte-avions (CVA/CVAN)      | Porte-avions (CV/CVN)                |
| Croiseur (CG/CLG/CGN)        | Croiseur (CG/CGN)                    |
| Frégate (DL/DLG/DLGN)        | Croiseur (CG/CGN) ou Destroyer (DDG) |
| Destroyer (DD/DDG)           | Destroyer (DD/DDG)                   |
| Escorteur océanique (DE/DEG) | Frégate (FF/FFG)                     |
| Frégate de patrouille (PF)   | Frégate (FFG)                        |

Un dernier changement intervient le 1er janvier 1980, lorsque les destroyers de la classe Ticonderoga (DDG) dont le premier allait être mis en chantier deviennent des croiseurs (CG). Plusieurs autres reclassifications de moindre envergure on lieu depuis. En 2015, plusieurs classes de navires de transport expéditionnaires ont ainsi vu leur désignation changer.